# Episk film

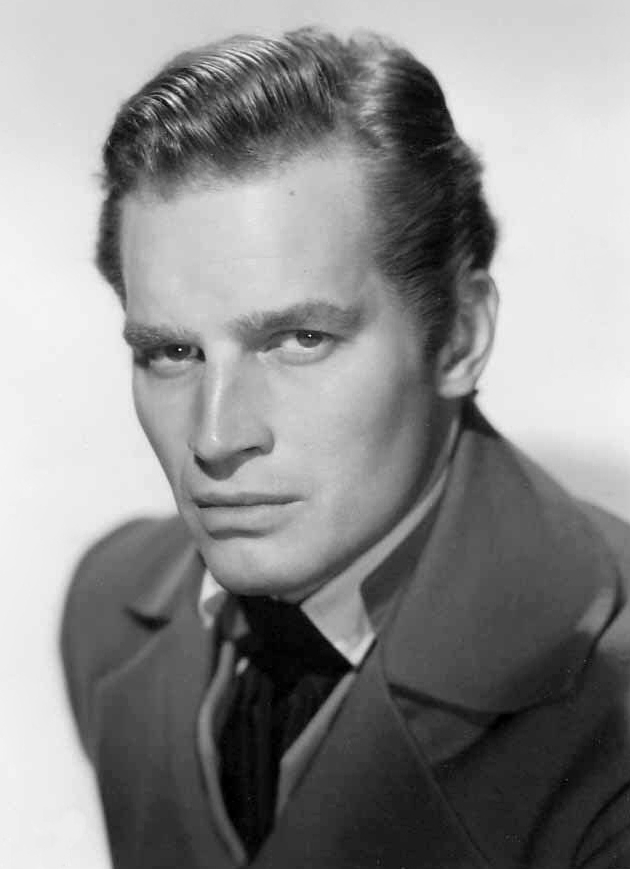
Charlton Heston medverkade i den bibliskt baserade De tio budorden och historiska episka filmer som El Cid

En episk film, ibland storfilm eller (skämtsamt) mastodontfilm, är en långfilm som bland annat kännetecknas av att den ofta utspelar sig över en längre tidsperiod, som ofta omfattar att hela generationer kommer och går. Historiska skildringar är vanliga, och många av filmerna varar i över tre timmar, ofta med paus under biovisningar, och får en hög inspelningsbudget med vanligtvis stora scener, till exempel stridsscener med ett stort antal statister.
Under 1950-talet var den episka filmen en betydelsefull genre, där handlingen ofta var från antiken. De höga produktionskostnaderna och svårigheten att göra filmer som inte uppfattades som klichéartade gjorde att genren under 1960-talet blev mindre vanlig. Modern animationsteknologi har gett genren en renässans.

## Episka filmer i urval 1939–2011
- Borta med vinden (1939)
- De tio budorden (1956)
- Ben-Hur (1959)
- Spartacus (1960)[2]
- El Cid (1961)
- Lawrence av Arabien (1962)
- Den längsta dagen (1962)
- Cleopatra (1963)
- Doktor Zjivago (1965)
- Krig och fred (1967)
- Das Boot (1981)
- Gandhi (1982) Flest antal statister:  294 560 stycken.

- Wyatt Earp (1994)
- Braveheart (1995)
- Titanic (1997)
- Rädda menige Ryan (1998)
- Jeanne d’Arc (1999)
- Härskarringen-trilogin (2001-2003)
- Gladiator (2000)
- Pearl Harbor (2001)
- Alexander (2004)
- Troja (2004)
- Kingdom of Heaven (2005)
- Australia (2008)
- Harry Potter och dödsrelikerna del 1 och del 2 (2011)

### Fotnoter
1. ↑  ”Epics-Historical Films” (på engelska). Filmsite. http://www.filmsite.org/epicsfilms.html. Läst 6 december 2015.
2. ↑  Pelle Snickars (8 juni 2002). ”Bildforskning med nya ögon”. Svenska dagbladet. http://www.svd.se/bildforskning-med-nya-ogon. Läst 6 december 2015.